# Limnoria septima
Limnoria septima is een pissebed uit de familie Limnoriidae. De wetenschappelijke naam van de soort is voor het eerst geldig gepubliceerd in 1936 door Barnard.